# Raymond (namn)
Raymond är manligt förnamn.

## Personer med Raymond som förnamn
- Raymond Ahlgren (född 1967), svensk föreläsare inom ledarskap och deltagare i Robinson 2020
- Raymond Björling (född 1956), svensk operasångare (tenor)
- Raymond Meier (född 1957), schweizisk fotograf
- Raymond Mhlaba (1920–2005), sydafrikansk anti-apartheidaktivist
- Raymond S. Springer (1882–1947), amerikansk politiker
- Raymond "Ray" Stevenson (1964–2023), brittisk skådespelare

## Personer med Raymond som efternamn
- Alex Raymond (1909–1956), amerikansk serietecknare
- Eric S. Raymond (född 1957), välkänd förespråkare för öppen källkod
- Ernest Raymond (1888–1974), brittisk författare och präst
- Fulgence Raymond (1844–1910), fransk neurolog
- Gene Raymond (1908–1998), amerikansk skådespelare
- George Raymond (1922–2015), svensk violinist
- Henry Jarvis Raymond (1820–1869), amerikansk journalist och politiker
- Jade Raymond (född 1975), kanadensisk datorspelsproducent
- Janice Raymond (född 1941), amerikansk professor och författare
- Lee Raymond (född 1938), amerikansk företagsledare
- Lisa Raymond (född 1973), amerikansk tennisspelare
- Lucas Raymond (född 2002), svensk ishockeyspelare
- Mason Raymond (född 1985), kanadensisk ishockeyspelare
- Paul Raymond (1945–2019), brittisk musiker
- Pete Raymond (född 1947), amerikansk roddare (OS-medaljör)
- Robert Raymond (1922–2003), australisk filmproducent